# Van-Buchem-Syndrom
Das Van-Buchem-Syndrom ist eine angeborene Skelettdysplasie mit Hyperplasie der Röhrenknochen und der Schädel-Kalotte.
Synonyme sind: Van-Buchem-Krankheit; Morbus van Buchem; Sklerosteose; Endostale Hyperostose Typ van Buchem; lateinisch Hyperostosis corticalis generalisata familiaris
Die Bezeichnung bezieht sich auf den Erstbeschrieb aus dem Jahre 1955 durch den niederländischen Internisten Francis Steven Peter van Buchem und Mitarbeiter.

## Verbreitung
Die Vererbung erfolgt autosomal-rezessiv.

## Ursache und Einteilung
Nach der zugrundeliegenden genetischen Veränderung werden derzeit unterschieden:
- Typ I (Hyperostosis corticalis generalisata; Van Buchem Disease; Hyperphosphatasemia tarda; Autosomal recessive endosteale Hyperostose) mit Mutationen im SOST-Gen im Chromosom 17 am Genort q21.31[4]
- Typ II (VBCH2) mit Mutationen im LRP5-Gen im Chromosom 11 an q13.2.[5]

## Klinische Erscheinungen
Diagnostische Kriterien sind:
- In der Kindheit beginnende, zunehmende Hyperplasie des Unterkiefers, oft auch Verbreiterung der Nase und Auftreibung der Stirn
- Hyperostose der Schädelbasis mit Ausfällen von Hirnnerven

## Diagnose
Im Röntgenbild findet sich eine Verdickung und Sklerose der Schädelkalotte sowie der Schädelbasis, Endostose der langen Röhrenknochen, geringe Irregularität der kortikalen Begrenzung.